# Cătălin Nechifor
Cătălin Ioan Nechifor (n. 18 februarie 1974, Vatra Dornei, Suceava, România) este un politician social-democrat din România, de profesie inginer. La alegerile europarlamentare din 2007 a fost ales eurodeputat din partea PSD. La alegerile parlamentare din 2008 a fost ales deputat din partea PSD+PC.
Din iunie 2012 până în iunie 2016 a fost președintele consiliului județean Suceava. În toamna lui 2016 a fost din nou ales deputat în județul Suceava din partea Partidului Social Democrat (PSD). În mai 2018, a trecut la Partidul Pro România (PPR).